# Славенцин (Нижньосілезьке воєводство)
Славенцин (пол. Sławęcin, нім. Schlottendorf) — село в Польщі, у гміні Каменець-Зомбковицький Зомбковицького повіту Нижньосілезького воєводства.
Населення — 187 осіб (2011).
У 1975-1998 роках село належало до Валбжиського воєводства.

## Демографія
Демографічна структура станом на 31 березня 2011 року:
|          | Загалом | Допрацездатний вік | Працездатний вік | Постпрацездатний вік |
| -------- | ------- | ------------------ | ---------------- | -------------------- |
| Чоловіки | 100     | 16                 | 82               | 2                    |
| Жінки    | 87      | 15                 | 58               | 14                   |
| Разом    | 187     | 31                 | 140              | 16                   |